# Furevikholmen
Furevikholmen est une île norvégienne du comté de Hordaland appartenant administrativement à Bergen.

## Description
Rocheuse et couverte d'arbres, elle s'étend sur environ 314 m de longueur pour une largeur approximative de 163 m. Elle compte quelques bâtiments et un quai d'amarrage.